# Station Sander
Station Sander is een station in Sander in de gemeente Sør-Odal in fylke Innlandet  in  Noorwegen. Het station ligt aan Kongsvingerbanen. Het staionsgebouw dateert uit 1862 en is een ontwerp van de Duitse architecten Heinrich Ernst Schirmer en Wilhelm von Hanno. Op 9 december 2012 werd Sander gesloten voor personenvervoer. Het stationsgebouw en de directe omgeving zijn beschermde monumenten. 